# HK Bardejov
HK Bardejov – słowacki klub hokejowy z siedzibą w Bardejowie, występujący w rozgrywkach słowackiej pierwszej ligi.

## Historia
Dotychczasowe nazwy
- 1946 – Sokol Bardejov
- 1953 – Slavoj Bardejov
- 1963 – Partizán Bardejov
- 1985 – TJ Stavstroj TaRS Bardejov
- 1992 – HC 46 Bardejov
- 2009 – HC 46 Xawax Bardejov
- 2010 – HC 46 Bemaco Bardejov
- 2016 – HK Bardejov

Pierwotnie założony w 1946 pod nazwą Sokol Bardejov. W późniejszym czasie zespół występował pod nazwami: Slavoj, Partizán, TJ Stavstroj TaRS Bardejov. Od 2007 roku swoje mecze rozgrywa na hali Zimný štadión Bardejov o pojemności 2800 osób.
Od 1983 do 1993 roku zespół grał w drugiej lidze Czechosłowacji (trzeci poziom rozgrywek). Po uzyskaniu niepodległości przez Słowację rozpoczęła rozgrywki w drugiej lidze w której grał do 2006/2007. Uzyskując wtedy awans po barażu z HK Púchov. Od sezonu 2007/2008 gra w pierwszej lidze w której utrzymuje się do dziś. Za każdym razem awansując do fazy playoff. W sezonie 2011/2012 zespół zwyciężył w rozgrywkach zasadniczych pierwszej ligi, a następnie w fazie play-off zdobył mistrzostwo 1. ligi (w finale pokonał zespół ŠHK 37 Piešťany w meczach 4:3). Drużynę do triumfu poprowdził trener Jozef Čontofalský (w przeszłości pracujący jako szkoleniowiec m.in. w polskim klubie Ciarko KH Sanok. Dzięki zdobyciu mistrzostwa 1. ligi klub formalnie uzyskał kwalifikację do gry o miejsce w Ekstraligi słowackiej z ostatnią drużyną sezonu 2011/2012, HK Nitra. Jednakże mecze barażowe nie mogły odbyć się, jako że zespół z Bardejowa jest klubem farmerskim wobec HC Koszyce i nie mógłby występować w rozgrywkach Ekstraligi. Rok później w 2013 Bardejów ponownie został mistrzem 1. ligi pokonując w finale klub HK Dukla Michalovce. W rywalizacji o miejsce w ekstralidze uległ zespołowi MHC Martin 3:4 (ostatni mecz przegrany został w najazdach). Do 2013 trenerem był Jozef Čontofalský. Od czerwca szkoleniowcem jest Ján Vodila.
W 2016 powstał klub HK Bardejov.

## Sukcesy
- Złoty medal 2. ligi słowackiej (1 raz): 2007
- Złoty medal 1. ligi słowackiej (3 razy): 2012, 2013, 2014

## Miejsca w rozgrywkach
| - 1983/1984 – 9. miejsce (II liga Czechosłowacji) - 1984/1985 – 6. miejsce (II liga Czechosłowacji) - 1985/1986 – 5. miejsce (II liga Czechosłowacji) - 1986/1987 – 3. miejsce (II liga Czechosłowacji) - 1987/1988 – 4. miejsce (II liga Czechosłowacji) - 1988/1989 – 4. miejsce (II liga Czechosłowacji) - 1989/1990 – 2. miejsce (II liga Czechosłowacji) - 1990/1991 – 5. miejsce (II liga Czechosłowacji) - 1991/1992 – 4. miejsce (II liga Czechosłowacji) - 1992/1993 – 4. miejsce (II liga Czechosłowacji) |  | - 1993/1994 – 3. miejsce (II liga Słowacji) - 1994/1995 – 4. miejsce (II liga Słowacji) - 1995/1996 – 4. miejsce (II liga Słowacji) - 1996/1997 – 5. miejsce (II liga Słowacji) - 1997/1998 – 4. miejsce (II liga Słowacji) - 1998/1999 – 6. miejsce (II liga Słowacji) - 1999/2000 – 2. miejsce (II liga Słowacji) - 2000/2001 – 2. miejsce (II liga Słowacji) - 2001/2002 – 3. miejsce (II liga Słowacji) - 2002/2003 – 2. miejsce (II liga Słowacji) - 2003/2004 – 3. miejsce (II liga Słowacji) - 2004/2005 – 2. miejsce (II liga Słowacji) - 2005/2006 – 3. miejsce (II liga Słowacji) - 2006/2007 – 1. miejsce (II liga Słowacji – Awans) |  | - 2007/2008 – 11. miejsce (I liga Słowacji) - 2008/2009 – 8. miejsce (I liga Słowacji) - 2009/2010 – 3. miejsce (I liga Słowacji) - 2010/2011 – 5. miejsce (I liga Słowacji) - 2011/2012 – 1. miejsce (I liga Słowacji – Mistrzostwo) - 2012/2013 – 1. miejsce (I liga Słowacji – Mistrzostwo) - 2013/2014 – 1. miejsce (I liga Słowacji – Mistrzostwo) |